# Masovni zločini komunističkih režima
Masovni zločini komunističkih režima masovna su ubojstva koja su počinile komunističke diktature. Podrazumjevaju zločine protiv čovječnosti, provođenje mjera komunističkog državnog terorizma u komunističkim državama.
Komunistički masovni zločini su se dogodili su se tijekom dvadesetog stoljeća. Crna knjiga komunizma procjenjuje broj poginulih između 85 i 100 milijuna, no od tog se broja troje od šestero autora knjige naknadno distanciralo, tvrdeći da je vodeći autor napuhivao brojeve želeći doseći broj od stotinu milijuna žrtava.
Prema rezultatima iztraživanja američkiog politologa Rudolpha J. Rummela  najviše ljudi u komunističkim zemljama je ubijeno u Sovjetskom Savezu pod Staljinom, u Narodnoj Republici Kini pod Mao Ce-tungom, Lenjinom u Sovjetskom Savezu, Pol Potom i J. B. Titom u drugoj Jugoslaviji. Povjesničar Tomislav Dulić sa sveučilišta u Uppsali doveo je u pitanje Rummelovo istraživanje i njegove brojke, posebice one za Jugoslaviju. Dulić Rummelu upućuje dva prigovora, prvi se odnosi na nevjerodostojnost samih izvora iz kojih je Rummel skupio podatke o broju ubijenih tijekom Titove vladavine u Jugoslaviji, a drugi je metodološki, dakle koji se tiče same analize podataka. Prema Duliću ti prigovori nisu samo relevantni za rezultate koje Rummel daje za Jugoslaviju, nego dovode u pitanje cjelokupno Rummelovo istraživanje democida i brojke ubijenih koje isti iznosi.
U procjene o masovnim ubojstvima uključuju se ne samo masovna ubojstva ili smaknuća koje su se dogodile tijekom eliminacije političkih protivnika, građanskim ratovima, terorističkim akcijama i agrarne reforme. Brojni ljudi su izgubili život i od gladi, bolesti i iscrpljenosti i u radnim logorima.

## Najkrvaviji komunistički diktatori 20-tog stoljeća
- Josip Staljin, komunist, SSSR od 1929. – 1953.: broj žrtava 42,67 (9) milijuna žrtava[4][5][8]
- Mao Ce Tung, komunist, NR Kina od 1923. – 1976.: 37,83 milijuna žrtava
- Vladimir I. Lenjin, komunist, SSSR 1917. – 1924.: 4,02 milijuna žrtava
- Pol Pot komunist Kambodža 1968. – 1987. : 2,40 milijuna žrtava
- Josip Broz Tito, komunist, SFR Jugoslavija 1941. – 1987.: 1,17 milijuna žrtava (broj dolazi iz višekratno osporavanog izvora)[3]

Napomena: procjene broja žrtava različitih diktatorskih režima prilično se razlikuju ovisno o izvoru. Shodno tome, različit je i poredak najvećih zločinaca u svjetskoj povijesti. No, većina lista Josipa Broza Tita ipak ne uvrštava među deset najgorih.

## Usporedba s drugim masovnim ubojstvima
Daniel Goldhagen tvrdi da je tijekom 20. stoljeća pod komunističkim režimima ubijeno više ljudi nego pod bilo kojim drugim režimim.  Drugi znanstvenici u području komunističkih studija i studija za genocid, kao što su Steven Rosefielde, Benjamin Valentino, i Rudolph J. Rummel došli su do sličnih zaključaka.Rosefielde navodi da je moguće da je tijekom "crvenog holokausta" ubijeno više civila nego tijekom holokausta i "japansko-azijskog holokausta" zajedno.
Američki povjesničar Timothy Snyder pokazao je da je recentnijim istraživanjima, posebice nakon otvaranja arhiva koji su godinama bili nedostupni iza Željezne zavjese, utvrđeno da su prijašnje i često navođene procjene broja žrtava u Sovjetskom Savezu za Staljinove vlasti bile uvelike precijenjene. Prema tim novim istraživanjima koja je Snyder predstavio i sažeo u svojoj knjizi "Zemlje krvoprolića: Europa između Hitlera i Staljina", Staljinov režim odgovoran je za 6 do 9 milijuna žrtava, dok je primjerice Hitlerov režim zaslužan za 12 milijuna žrtava samo u Istočnoj Europi.

## SFR Jugoslavija
Nakon pada komunizma i oslobođenja zločini jugoslavenskog komunističkog režima nakon Drugog svjetskog rata postaju predmet znanstvenih istraživanja. Danas hrvatski, slovenski i srpski povjesničari i znanstvenici mogu nesmetano istraživati komunističke zločine.
Nakon što su jugokomunisti došli na vlast, masovno su likvidirali poražene neprijateljske vojne snage velik broj civilnog stanovništva, osobito osobe koje su nazivali "buržujima", kojima se nakon likvidacije nacionalizirala i konfiscirala imovina.
U desno orijentiranim medijima više je puta citirana navodna izjava Aleksandra Rankovića, ministra unutarnjih poslova i šefa vojne i tajne policije, u kojoj je on navodno, u svom izlaganju u jugoslavenskoj skupštini 1951. godine rekao: 
Međutim, pokazalo se da je vijest izmišljena.